# Microsoft Office v. X
A fost lansat în anul 2001 pentru platforma Mac OS X.